# يويا إيدا
يويا إيدا (باليابانية: 飯田優也؛ بالكانا: いいだ ゆうや) هو لاعب كرة قاعدة ياباني، ولد في 27 نوفمبر 1990 في كوبه في اليابان.

## روابط خارجية
- يويا إيدا على موقع الدوري الياباني لكرة القاعدة (الإنجليزية)
- يويا إيدا على موقعبيزبول رفرنس.كوم (الدوري الثانوي) (الإنجليزية)